# 童年博物館 (愛丁堡)
童年博物館（Museum of Childhood）是位於英國蘇格蘭愛丁堡皇家一英里的博物館。

## 历史
1955年建立，展示收藏兒童玩具等展品，是世界首個專注展示有關童年展品的博物館。博物館的藏品橫跨18至21世紀。

## 外部連結
- 官方网站

55°57′01″N 3°11′08″W / 55.9504°N 3.1856°W